# Sergio Méndez
Sergio de Jesús Méndez Bolaños (né le 14 février 1943 à Santa Elena au Salvador et mort le 18 décembre 1976) est un joueur de football international salvadorien, qui évoluait au poste de milieu de terrain.

## Biographie

### Carrière en sélection
Avec l'équipe du Salvador, il joue 27 matchs (pour 14 buts inscrits) entre 1965 et 1974. 
Il figure dans le groupe des sélectionnés lors de la Coupe du monde de 1970. Lors du mondial, il joue deux matchs : contre le Mexique et l'Union soviétique.
Il participe également aux Jeux olympiques de 1968 organisés au Mexique.

## Palmarès
CD Águila
- Championnat du Salvador (1) :
  - Champion : 1966-67.